# Рибинська ГЕС
Ри́бинська гідроелектроста́нція (Щербаківська ГЕС) — ГЕС на річках Волга й Шексна в Ярославській області, у місті Рибінськ. Є у складі Волзько-Камського каскаду ГЕС, третя ступінь. Разом з Углицькою ГЕС входить до складу філії «Каскад Верхневолжских ГЭС» ВАТ «РусГидро».

## Загальні відомості
Будівництво Рибинської ГЕС почалося 1940-го р., закінчилося 1950 року. ГЕС побудована за русловою схемою. Склад споруд ГЕС:
- руслова земляна гребля на р. Волга довжиною 524 м і висотою 27 м;
- бетонна водоскидна гребля на р. Волга;
- судноплавний двонитковий однокамерний шлюз на р. Волга;
- руслова земляна гребля на р. Шексна довжиною 470 м і висотою 35 м;
- правобережна і лівобережна земляні дамби на р. Шексна загальною довжиною 6035 м;
- будівля ГЕС на р. Шексна.

По спорудах ГЕС прокладений автодорожній перехід.
Потужність ГЕС — 356,4 МВт, середньорічна вироблення — 935 млн кВт·год. У будівлі ГЕС установлено 6 поворотно-лопаткових гідроагрегатів, що працюють при розрахунковому напорі 13,4 м: 3 гідроагрегати потужністю по 55 МВт, 2 гідроагрегати потужністю по 63,2 МВт, 1 гідроагрегат потужністю 65 МВт . Обладнання ГЕС застаріло і проходить модернізацію. Напірні споруди ГЕС утворюють велике Рибинське водосховище.
Рибинську ГЕС спроєктував інститут «Гідропроект».

## Економічне значення
Рибинська ГЕС працює в піковій частині графіку навантаження енергосистеми Центру. Рибинське водосховище забезпечує багаторічне регулювання стоку р. Волга, збільшуючи вироблення на нижчележачих ГЕС на Волзі. Також водосховище використовується в інтересах водного транспорту (фактично є нижній ступенем Волго-Балтійського каналу), зрошення, водопостачання, захисту від повеней і рибного господарства.
Рибінська ГЕС зіграла величезну роль в енергопостачанні країни в роки Німецько-радянської війни.

## Історія будівництва та експлуатації
Рибинський гідроенергетичний вузол було створено, щоб вирішити завдання комплексного використання транспортних і енергетичних можливостей Верхньої Волги. Спочатку планувалося будівництво ГЕС за 14 км вище Ярославля зі значно меншими площами затоплення, з цього проєкту були розпочаті підготовчі роботи. Проте пізніше проєкт був переглянутий на користь створення більшого водосховища.
Під час будівництва було затоплено місто Молога.
Хронологія будівництва:
- 23 травня 1938 — економічною Радою РНК СРСР стверджує технічний проект Рибинського гідровузла.
- У червні 1940 — на Рибинському гідровузлі розгортаються основні роботи.
- 24 червня 1940 — перекрита Волга.
- 24 жовтня 1940 — перекрита Шексна.
- 13 квітня 1941 — почалося наповнення водосховища.
- 18 листопада 1941 — пуск першого гідроагрегату.
- 15 січня 1942 — пуск другого гідроагрегату.
- Серпень 1945 — грудень 1950 — пуск решти 4 гідроагрегатів.

Роботи з будівництва ГЕС велися під контролем НКВС з широким використанням праці ув'язнених (Волзький ВТТ, в якому було до 88,000 осіб). Пуск перших гідроагрегатів відбувався в найважчий період війни, при цьому агрегати працювали в недобудованому будинку ГЕС, а щоб його захистити від дощу і снігу, над ними було натягнуто брезентовий намет. За роки війни разом з Углицькою ГЕС рибинські енергетики виробили близько 4 млрд кВт/год електроенергії, звільнивши для потреб народного господарства 5 млн т місцевого палива. За безперебійне енергопостачання Москви у воєнний час колективу Рибинської ГЕС було передано на вічне зберігання Червоний прапор Наркомату електростанції і ЦК профспілки працівників електротехнічної промисловості.
Після закінчення війни на Рибинський ГЕС тривають роботи з добудови станції. 30 липня 1955 Рада Міністрів СРСР затвердила акт урядової комісії з прийняття в промислову експлуатацію Углицького і Рибинського гідровузлів, і було створено «Каскад ГЭС № 1 Мосэнерго». У той час потужність Рибниської ГЕС становила 330 МВт.
У 1993 р. підприємство було перетворено на ВАТ «Каскад Верхневолжских ГЭС». З 1 липня 2003 р. функції одноосібного виконавчого органу ГЕС були передані ВАТ «Управляющая компания Волжский гидроэнергетический каскад». Зношене обладнання ГЕС поступово замінюється, у 1998-2014 рр. на Рибинській ГЕС модернізовано 3 гідроагрегати з 6, при цьому потужність ГЕС збільшилася на 26,4 МВт. 13 вересня 2007 ВАТ «ГідроОГК» оголосило конкурс на розробку проекту технічного переозброєння Рибинської ГЕС із заміною 4-х гідроагрегатів. Також розглядається можливість збільшення потужності Рибинської ГЕС до 505,6 МВт з установкою двох додаткових гідроагрегатів.